# Hard Boiled (1919)
Hard Boiled is een Amerikaanse filmkomedie uit 1919 onder regie van Victor Schertzinger.

## Verhaal
De actrice Corinne Melrose is blut en zit vast in een provinciestad. De goedhartige tante Tiny Colvin wil haar helpen, maar ze heeft zelf niet genoeg geld om de huur te betalen. Corinne kent de huisbaas van tante Tiny, omdat hij een poging deed haar te versieren tijdens haar laatste voorstelling in het stadje. Ze dreigt ermee om een schandaal te veroorzaken, tenzij hij de schulden van tante Tiny kwijtscheldt. Als het liefje van Corinne opdaagt, besluiten ze zich in de stad te vestigen en er een hotel over te nemen.

## Rolverdeling
| Acteur             | Personage       |
| ------------------ | --------------- |
| Dorothy Dalton     | Corinne Melrose |
| C.W. Mason         | Billy Penrose   |
| William Courtright | Diaken Simpson  |
| Gertrude Claire    | Tiny Colvin     |
| Walter Hiers       | Hiram Short     |
| Nona Thomas        | Daisy May       |